# ジェイムズ・アブドナー
エリス・ジェイムズ・アブドナー(英語: Ellis James Abdnor, 1923年2月13日 - 2012年5月16日)は、アメリカ合衆国の政治家。所属政党は共和党。ファーストネームはエリスであるが、ミドルネームのジェイムズで知られている。連邦上院議員を1期、連邦下院議員を4期務め、サウスダコタ州上院議員に就任した1957年から30年以上にわたって政界に身を置いた。
アラブ系アメリカ人、レバノン系アメリカ人として、ジェイムズ・アブレズクに次いで2例目の連邦上院議員であった。保守派上院議員としてロナルド・レーガン大統領の政策を支持し、上院議員落選後はレーガンによって第15代中小企業庁長官に任命された。

## 経歴・人物
アブドナーは1923年2月13日にサウスダコタ州ケネベックで、サミュエル・J・アブドナーとメアリー（旧姓ウェビー）の息子として生まれた。父はレバノンからの移民であり、ジェイムズはレバノン系2世にあたる。
第二次世界大戦中はアメリカ陸軍で従軍し、1945年にネブラスカ大学リンカーン校を卒業し、経営学の学位号を取得した。地元の高校の教員として働いた後、サウスダコタ州議会の事務員を務め、1957年から12年間にわたってサウスダコタ州上院議員として活躍した。1969年からはフランク・ファラー知事の元で第30代副知事を務めていた。
1970年に下院議員選挙に出馬するも落選した。翌1972年選挙で当選を果たし、以後4期にわたって下院議員を務めた。その後、1980年の上院議員選挙では、4期目を目指していた民主党現職のジョージ・マクガヴァンと議席を争った。マクガヴァンは1972年の大統領選挙で民主党候補になるなど知名度も高く、下馬評ではアブドナーの不利が予想されていたが、全米保守政治活動委員会によるネガティブ・キャンペーンや大統領選挙で共和党のロナルド・レーガンが勝利したことが追い風になって、6割近い票を獲得して当選を果たした。上院議員としての任期中、アブドナーは歳出委員会に所属し、環境・公共事業小委員会を含む3つの小委員会の議長を務めた。1986年には、予備選でビル・ジャンクロー知事を破ったものの、レーガン政権がサウスダコタ州で十分な農業政策を展開できなかったことから支持を失い、民主党のトム・ダシュル下院議員に敗れた。その後、1987年から1989年まで中小企業庁長官を務め、2004年選挙でジョン・スーンの選挙運動アドバイザーとして活躍した。
アブドナーは2010年にアルツハイマー病と診断され、2012年5月16日に89歳で亡くなった。

## 評価

### 保守主義者
平等権修正条項や中絶権に反対し、B-1爆撃機やMXミサイルシステム、石油価格の規制緩和などに賛成していた。上院議員時代、農村電化や水資源開発、減税と強力な国防など、保守的なレーガン流の政策を支持していた。そのため、レーガン大統領は、1986年選挙でアブドナーへの支持を表明している。

### 財政政策
財政保守主義者であり、1984年4月2日にはグラム・ラッドマン・ホリングス均衡予算法の前身である赤字削減法（S.2516）を提出している。

### 農家
アブドナーはしばしば「私は一人の農夫だ(I’m a farmer)」や「トラクターを降りてワシントンに行った(=農家から政治家になった)」と述べ、自らが農家の出身であることを強調した。実際、1940年代の前半には、4,000エーカーの農場を所有して農業経営を行なっており、州上院議員時代もオーバーオールを普段着にしていたという。

### 演説
吃音気味であり、演説者としての評価は極めて低かった。体格はよかったが、落ち着きがなく、話し下手な人物だと表現されていたが、選挙中のテレビCMではジーンズを履いて働く農家を表現するなど、木訥で真面目というプラスなイメージとして利用している面もあった。

## 関係の深い人物
- ジョン・スーン：連邦上院議員(サウスダコタ州)。20代の頃、アブドナー上院議員のもとでスタッフとして働いていた[5]。